# 別樹一居
別樹一居（英語：Bijou Court）是座落於香港九龍旺角的單幢式住宅大廈，毗鄰港鐵太子站B2出口，2000年入伙，是由新世界發展和泛海國際合作開發的房地產項目。是現代城市主義風格建築物。
別樹一居坐南向北，由中層至高層單位都可以全方位俯瞰香港三級歷史建築——旺角警署，是景觀攝影首選位置。
別樹一居的樓下街鋪是時裝店和百佳超級市場。

## 間格
別樹一居共有22層住宅，由6樓至29樓，最頂兩層每一層有2伙，約1千4百平方呎。而6至27樓均一層4伙單位，建築面積由640呎至880呎不等。

## 鄰近
- 西洋菜南街
- 水渠道
- 始創中心
- 太子道西
- 女人街
- 彌敦道
- 拔萃男書院

## 外部參考
- 雅虎地產: 別樹一居[永久]